# Endesa Termic

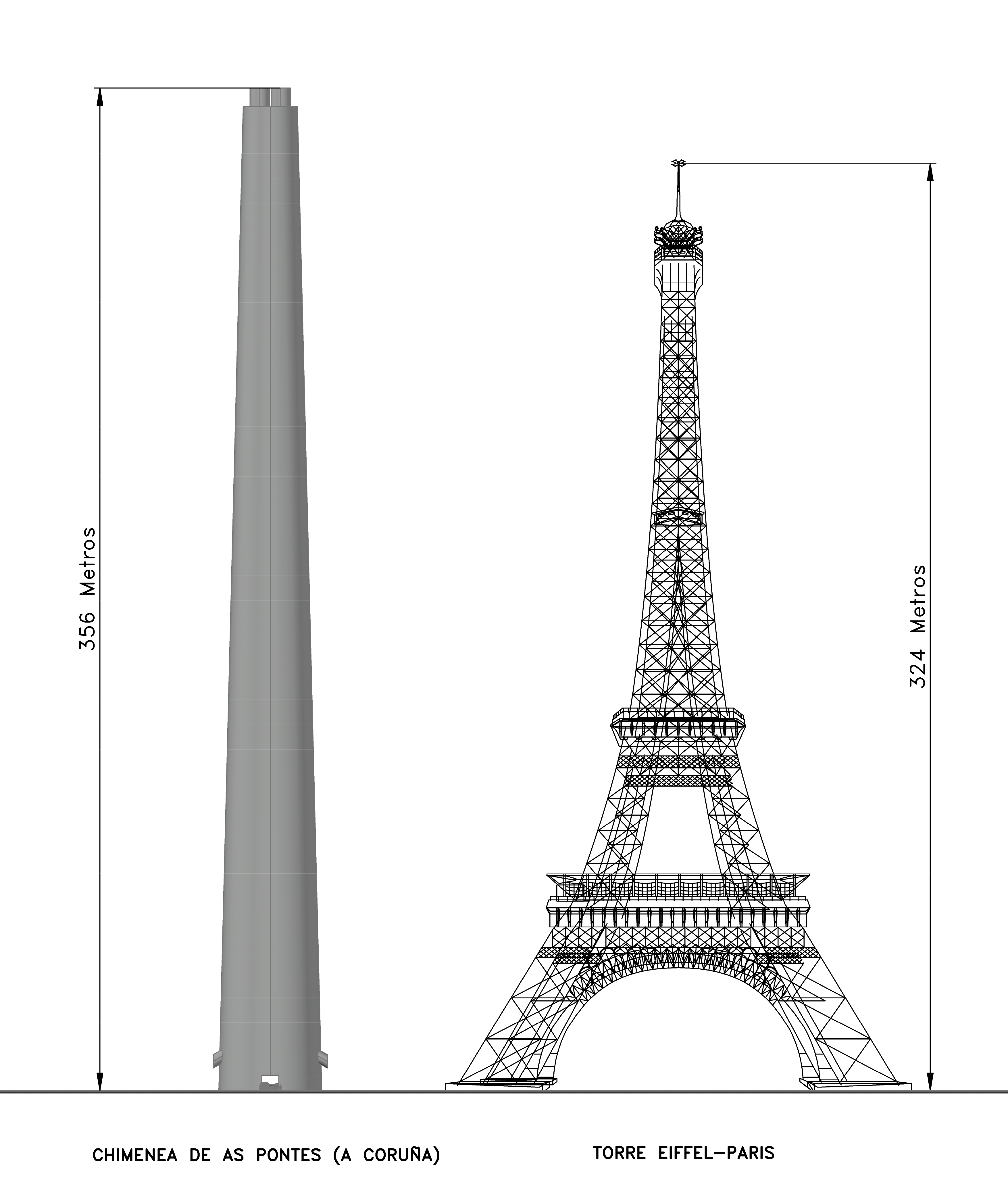
Chaminé da central de As Pontes comparada em altura com a Torre Eiffel em Paris.

Endesa Termic foi construída e posta a funcionar na vila das Pontes de García Rodríguez, um município da província da Corunha, (Galiza), entre os anos 1972 e 1976. Consta de quatro grupos de geração de energia de 350 MW cada um, os quais se agruparam num só grupo de 1400 MW entre os anos 1976 e 1979.
A chaminé tem um diâmetro na base de 36m e 18m na parte mais alta; com 356 metros (1207 pés) é actualmente a 19ª torre mais alta do mundo.
Originalmente desenhada para consumir exclusivamente o lignito local extraído da mina, a central foi adaptada entre os anos 1993 e 1996 para consumir uma mistura de lignito e carvão de importação em proporções do 50%-50%.
O parque de carvão da central ocupa uma superfície de 10 ha, o equivalente a 12 campos de futebol. Sua capacidade de armazenagem é de 250.000 toneladas.
A planta de tratamento de efluentes líquidos (Planta T.E.L.) depura a água procedente da mina, da escombreira, da central e do parque de carvão. A planta está desenhada para tratar caudais de água que podem oscilar entre 0,45 e 30 m3/s.
Actualmente a central está a sofrer um processo de adaptação ao maior poder calorífico do carvão hulha devido ao fim da extracção do lignito na mina local. 
Encontra-se em fase de probas uma outra central térmica de ciclo combinado que usa o gás como combustível e produz 800 MW de potência entre as suas três turbinas: duas  de gás e uma de vapor. O vapor que utiliza esta última produz-se aproveitando a calor dos gases de escape das turbinas de gás.

## Dados Técnicos

### Gerador de vapor
- Fabricante: Foster Wheeler Corporation
- Circulação natural, tipo torre
- Combustão tangencial
- Produção de vapor: 1.091 Tn/h
- Pressão do calderím: 183 kg/cm2
- Temperatura vapor sobreaquecido: 540°C
- Pressão vapor requentado: 40,5 kg/cm2
- Temperatura vapor requentado: 540°C

### Turbina
- Fabricante: Mitsubishi Heavy Industries
- Potência: 350 MW
- Velocidade: 3000 r.p.m.
- Pressão vapor sobreaquecido: 169 kg/cm2
- Pressão de escape: 0,069 kg/cm2
- Temperatura vapor sobreaquecido: 538°C
- Temperatura vapor requentado: 538°C

### Alternador
- Fabricante: Westinghouse
- Potência nominal: 369 MVA
- Potência activa nominal: 350 MW
- Intensidade nominal: 11.836 A
- Tensão nominal: 18 kV
- Factor de potencia: 0,95
- Refrigerado por hidrogeno: 4,22 kg/cm2
- Excitatriz: tipo brushless